# Чао (Sonic the Hedgehog)
Ча́о (яп. チャオ Тяо, англ. Chao) — персонажи серии игр Sonic the Hedgehog, встречающиеся в них в качестве виртуальных питомцев, второстепенных персонажей и элементов геймплея. Впервые появились в игре Sonic Adventure, выпущенной в 1998 году для приставки Dreamcast.

## Общее описание

Тёмный, нейтральный и светлый чао в Sonic Adventure 2 Battle

Чао — маленькие бесполые существа, обычно живущие в так называемых чао-садах (англ. Chao Garden). Согласно сюжету Sonic Adventure, они жили ещё около четырёх тысяч лет назад, до основных событий серии. Чаще встречаются нейтральные чао, у которых голубое туловище, розовые крылышки, каплевидная голова и жёлтый шарик, висящей над ней. В играх Sonic Adventure и Sonic Adventure 2 игрок, давая чао разнообразных животных, может изменить его внешний вид. Так, в Sonic Adventure 2 он может создать геройского (англ. Hero Chao) или тёмного чао (англ. Dark Chao) отличающегося внешностью от нейтрального.

## Жизнь чао
Чао, как и некоторые животные, начинают жизненный цикл с яйца. При рождении каждый чао нейтрален, но в Sonic Adventure 2, в зависимости от поведения игрока он может стать светлым или тёмным чао. В разных играх, время, необходимое для их эволюции, различается. В Sonic Adventure 2, эволюция занимает около 8-20 часов, проведённых в чао-саду. Когда чао эволюционирует, он превращается в кокон голубого цвета. Они могут перевоплотиться только два раза. Когда чао умирает, он превращается в белый кокон, а когда кокон рассеивается, то чао уже нет. Однако чао могут перерождаться. Тогда чао превращаются в розовый кокон; а когда он рассеивается, то, на месте чао появляется яйцо. Исключением являются Хаос-чао (англ. Chaos Chao), Эми-чао (англ. Amy Chao), Тейлз-чао (англ. Tails Chao) и Наклз-чао (англ. Knuckles Chao) которые являются бессмертными и не могут размножаться.

### Эволюция
В Sonic Adventure чао могут приобретать способности при помощи животных, в Sonic Adventure 2 к ним добавляются ещё и «Chaos Drive». Их можно обнаружить на уровнях и/или после уничтожения роботов, а в Sonic Adventure 2 Battle «Chaos Drive» также можно купить за кольца на чёрном рынке. В зависимости от вида животных и «Chaos Drive», которые игрок даст чао, у последнего увеличатся определённые способности. Так, существует четыре вида «Chaos Drive»: красный даёт силу, зелёный — скорость, жёлтый — умение плавать и пурпурный — летать. Животные, кроме способностей, также влияют на внешность чао, например кролик может дать ему уши. На способности чао, также влияют различные фрукты, которые можно купить либо в игре (как в Sonic Adventure 2 Battle), Chao Adventure, или достать в чао-саду. В Sonic Adventure это зависит от того, какой персонаж кормит чао: если Соник — повышается скорость, Тейлз — у чао проявляется способность к полёту, Биг — увеличивает навыки плавания, Наклз — увеличивает силу и когда чао ест фрукт, он слегка бьёт его.

## Появления в играх

### Sonic Adventure/Sonic Adventure DX: Director’s Cut
Первое появление чао-сада и самих чао. Здесь они появляются в флешбэках с участием ехидны Тикал и в самом конце игры. Помимо кат-сцен, на полях приключений можно найти по одному яйцу и перенести его в чао-сад. Всего чао-садов в игре три:
- Station Square — этот сад находится в отеле, в нём есть небольшой бассейн с водой. В нём также доступна гонка для чао (англ. Chao Race). В DX версию добавлен чёрный рынок, где можно купить яйца, головные уборы или фрукты.
- Mystic Ruins — этот сад самый большой в игре, с небольшой платформой, деревянным мостом и водопадом. Он находится в пещере, недалеко от лаборатории Тейлза. В DX версии отсутствует мост и глубина воды чуть меньше.
- Egg Carrier — остров, окружённый водой. Его можно найти на корабле Эггмана «Egg Carrier», у двери с кнопками. Надо нажать буквы по порядку и должно получиться слово «Эггман», а затем использовать телепорт. В DX версии, глубина воды чуть меньше.

### Sonic Adventure 2/Battle
В этих играх чао не играют роли в сюжете, но, как и в Sonic Adventure, их можно найти в чао-саду. Чао-садов всего три:
- Нейтральный сад (англ. Neutral Garden) — сад для нейтральных чао, где они также могут участвовать в гонке. Он разблокируется, когда игрок найдёт на уровне чао-ключ. В Battle версии в сад добавлено чао-каратэ.
- Светлый сад (англ. Hero Garden) — сад, который похож на небольшой замок. В нём присутствует фонтан, в котором чао обычно плавают, и несколько сломанных колонн. Музыка в саду отличается от «Neutral Garden», но исполняется в том же ритме, только с изменёнными звуковыми эффектами. Иногда его ещё называют чао-рай (англ. Chao Heaven). В Battle отсутствуют река и мост, но при этом увеличена глубина бассейна.
- Тёмный сад (англ. Dark Garden) — имеет могилы и стальной забор. На дереве есть клетка, куда игрок может поместить своего чао (который, однако, может сбежать), также присутствует бассейн крови с небольшими островами. На фоне видна гора в форме летучей мыши и демонических существ. Иногда этот сад называют чао-ад (англ. Chao Hell). В Battle пещера отсутствует.

В Dreamcast-версии Sonic Adventure и Sonic Adventure 2 есть возможность отправлять чао в VMU, чтобы играть с ними в игру под названием Chao Adventure. Чао гуляет по пути и даётся задание. Если всё сделано правильно, чао будет награждён фруктами или семенами, которые могут быть перенесены из VMU. Семена могут быть посажены с помощью лопаты и лейки. Лопату можно выиграть в гонке. Можно также в Chao Adventure проверить статистику вашего чао или назвать его. В Chao Adventure, чао не стареют.

### Sonic Advance/Sonic Advance 2/Sonic Pinball Party
В трёх играх есть небольшой сад с небольшим бассейном. В нём также присутствуют мини-игры и магазин, где за кольца можно покупать фрукты и игрушки. Чао можно передать из Game Boy Advance в GameCube с помощью специального кабеля.

### Sonic Advance 3
В Sonic Advance 3, для того чтобы получить ключ, ведущий на специальный этап, в каждой зоне необходимо найти десять чао. Все найденные чао перемещаются в чао-сад, однако за чао в нём ухаживать нельзя.

### Sonic Chronicles: The Dark Brotherhood
В данной Sonic Chronicles: The Dark Brotherhood, яйца с чао можно найти на протяжении всей игры. Как и в Sonic Advance 3, все они помещаются в чао-сад. Данных чао можно использовать для увеличения боевых навыков персонажей.

### Прочие появления
Чао встречаются в играх не только в роли виртуальных питомцев. Так, в Sonic Shuffle они появляются как игровые персонажи. В Sonic Heroes два чао появляются в бонусном этапе, где с воздушного шара сбрасывают игроку шары, причём один из них помогает игроку, а другой наоборот мешает. В той же игре в двух миссиях команды Хаотикс, необходимо собрать определённое количество чао или найти одного. В Shadow the Hedgehog на уровне «Cryptic Castle», можно найти комнату, в которой обитают множество чао. В Sonic Pinball Party, Sega Superstars Tennis, и Sonic & Sega All-Stars Racing они играют роль зрителей, сидя на трибунах. В игре Sonic Riders нейтральный чао владеет магазином, в котором игрок может купить разные виды транспортных средств. В Sonic Rivals и Sonic Rivals 2 чао нарисованы на некоторых карточках, которые игрок должен собирать.
В версии Sonic Unleashed для PlayStation 3 и Xbox 360 игроку требуется собрать десять нейтральных чао в зоне «Rooftop Run». Кроме того в ночной версии зоны «Skyscraper Scamper» красуется надпись «Chao Beans», а Вентос в руке держит марионетку чао. В качестве трофея и стикера они присутствуют в Super Smash Bros. Brawl, а в Sonic Colors для Nintendo DS, в миссии «Tropical Resort» показано как роботы Эггмана, Oрбот и Кубот, ловят в сети чао, и Соник спасает их.
Чао также встречаются в аниме-сериале Sonic X. Не считая появления чао Чиза, группа чао впервые появляется в 22 серии. Они живут в секретном месте, около озера с чистой водой, которое трудно найти человеку. В той же серии мистер Танака рассказывает, что в детстве он видел чао и чао-сад. Так как действие первых двух сезонов мультсериала разворачивается не на родной планете Соника, это означает, что чао живут и в альтернативном ему мире. Чао также появляются во втором сезоне, в сериях адаптирующий сюжет Sonic Adventure.

### Появления вне серии
Чао встречаются не только в серии Sonic the Hedgehog. В игре Billy Hatcher and the Giant Egg, чао появляется в первой миссии. В Virtua Striker 3 чао можно увидеть вместе с другими персонажами серии (Соником, Тейлзом, Наклзом, Эми и Эггманом).
В Phantasy Star Universe встречаются монстры под названием «Джао» (англ. Jao), которые выглядят, как более порочная версия чао. Серия Phantasy Star, как и серия Sonic the Hedgehog была создана компанией Sonic Team.

## Известные Чао
- Омочао (англ. Omochao) — чао-робот, являющийся своеобразным «помощником» игрока, объясняющего основы игры. Впервые появляется в Sonic Adventure, а затем и в следующих играх.
- Чао Чиз (англ. Cheese the Chao) — голубой нейтральный чао, брат чао Чоколы, друг и питомец крольчихи Крим. Обычно появляется вместе со своей хозяйкой и используется ей как оружие, уничтожая врагов.
- Чао Чокола (англ. Chocola the Chao) — коричневый чао, брат чао Чиза, отличающегося от него только окраской и голубым галстуком-бабочкой. Появляется только в Sonic Heroes.

## Культурное влияние

### Реклама и мерчендайзинг
С 27 июля по 8 сентября 2002 года, для рекламы будущих игр, Sega проводила мероприятия в универмагах Токио, в ходе которых посетители могли скачать Chao Mini Garden и эксклюзивных чао в Sonic Advance, а также приобрести аксессуары с ними. В виде чао также были созданы брелоки и несколько серий плюшевых игрушек.

### Отзывы критиков
Чао в целом были хорошо приняты критиками. В рецензии на Sonic Adventure, редактор GameSpot, Питер Бартолоу, заявил, что «с разведением чао и мини-играми, Соник предлагает гораздо большее, после завершения истории». IGN также хорошо оценил систему разведения чао в Sonic Adventure, а позже и в последующих играх серии, таких как Sonic Adventure 2, Sonic Advance и Sonic Adventure DX: Director’s Cut. Редактор GameSpot Шейн Саттерфилд критически отозвался о чао в Sonic Adventure 2: Battle, назвав этот режим «не более чем новинкой», а Шейн Беттенхаузен из GameSpy наоборот похвалил его, сравнивая чао с тамагочи. 1UP.com в рецензии на Sega Superstars отозвался об этом режиме как «в конечном счёте бесполезном, но некоторые могут найти это забавным». Система чао была высоко оценена сайтом GameSpot в рецензии на Sonic Chronicles: The Dark Brotherhood. Джим Стерлинг из Destructoid выразил аналогичное мнение, хотя и заявил, что чао в предыдущих играх были «мусором».